# Forsand
Forsand est une ancienne kommune de Norvège. Elle est située dans le comté de Rogaland et à proximité du lac Nilsebuvatnet. Elle est intégrée à partir de 2020 dans la commune de Sandnes.